# Move On -from Audition THE FIRST-
「Move On -from Audition THE FIRST-」（ムーヴ・オン フロム・オーディション・ザ・ファースト）は、2021年7月5日に配信リリースされたTHE FIRST -BMSG Audition prod. by SKY-HI-による楽曲。
日本のアーティスト、SKY-HI（日高光啓）が設立したレーベル、BMSG主催によるボーイズグループ発掘オーディション及びその過程を密着した番組『THE FIRST』から誕生し、配信された楽曲。本楽曲は当オーディションの擬似プロ審査の課題曲として使用された。「Move On」は、ハードでエッジの効いた楽曲となっている。
楽曲はSUNNY BOYとSKY-HIによる共作で制作された。プロデューサーのSKY-HIが直々にレコーディングやディレクションを行い、ボイストレーナーとして佐藤涼子が携わっている。
本作は『THE FIRST』から配信された第2弾の楽曲であり、前週の6月28日には、もう1チームのパフォーマンス楽曲として披露された「Be Free -from Audition THE FIRST-」も配信されている。
タイトルの「Move On」は音楽事務所BMSGの"M"（頭文字）となっており、文字数はこの楽曲のパフォーマンス人数となっている。

## 歌唱メンバー
- ショウタ[2]
- リョウキ[2]
- ラン[2]
- テン[2]
- シュント[2]
- リュウヘイ[2]

## パフォーマンス
配信日である7月5日に、実際に番組『THE FIRST』でも放映されたパフォーマンス部分のみを切り出した映像がYouTubeのBMSGチャンネルで公開された。このパフォーマンスの振付はダンスパフォーマンスグループ、s**t kingzのメンバーである kazukiが担当。

## 記録
iTunes Storeなどといった音楽配信サイトにて配信が行われ、オーディションの審査用の課題曲でありデビュー前の作品ではあるが、mu-moのランキングでは1位を獲得し、iTunes、AWAのランキングでは3位を記録した。
オリコン週間デジタルシングルランキング（2021年7月19日付）では9位を記録。Billboard JAPANのダウンロード・ソング・チャート“Download Songs”（2021年7月14日公開）では9位を記録している。

## 収録曲
| #         | タイトル                              | 作詞      | 作曲               | 編曲      | 時間 |
| --------- | ------------------------------------- | --------- | ------------------ | --------- | ---- |
| 1.        | 「Move On -from Audition THE FIRST-」 | SKY-HI    | SUNNY BOY 、SKY-HI |           | 3:14 |
| 合計時間: | 合計時間:                             | 合計時間: | 合計時間:          | 合計時間: | 3:14 |

## チャート
| チャート                                | 最高順位 | 出典  |
| --------------------------------------- | -------- | ----- |
| Billboard Japan Download Songs          | 9        | [ 6 ] |
| オリコン 週間デジタルシングルランキング | 9        | [ 5 ] |